# دستکاری رسانه‌ای
شگرد، فریب یا دست‌کاری رسانه‌ای به مجموعه‌ای از تکنیک‌ها گفته می‌شود که هدف از پیاده‌سازی آن‌ها، ساختن تصوری در مخاطب است که با منافع دست‌کاری‌کنندگان همسویی و سازگاری دارد.
معمولاً در تبلیغات بازرگانی از تکنیک‌های دست‌کاری استفاده می‌شود و در تبلیغات سیاسی نیز جایگاه مهمی دارند.
به دستکاری اطلاعات در موضوعات سیاسی، اسپین و به متخصصان این امر اسپین‌دکتر گفته می‌شود.

## مقاله‌های مرتبط
- سانسور اینترنت